# Komala
Komala (kurd: كۆمه‌ڵه‌ی شۆڕشگێڕی زه‌حمه‌تكێشانی كوردستانی ئێران, Komełey Şorrişgêrrî Zehmetkêşanî Kurdistanî Êran; anglès: Komala Party of Iranian Kurdistan) és un partit polític socialdemòcrata de la regió kurda de l'Iran. Komala ha estat buscant un federal democràtic laic. sistema de govern per substituir l'actual règim teocràtic. Actua clandestinament a l'Iran on és il·legal i per això està exiliat al nord de l'Iran.
Fou fundat el 1969. El nom derivaria de l'antiga Komala lidni Kurdistan (Associació pel Renaixement del Kurdistan) encara que altres informacions el relacionen amb el Komalay Shoreshgeri Zahmatkeshani Kurdistani Iran (Organització d'Obrers Revolucionaris del Kurdistan Iranià). Després de la revolució iraniana de 1979, Komala va començar la lluita armada contra el nou règim clerical, convertint-se en principal motor de la revolta kurda contra Khomeini. El 1982 va traslladar el seu quarter a l'Iraq, a la província de Silemani. La seva organització militar porta el nom de Força de Peixmergues del Komala. El 1983 junta amb altres petits grups socialistes i comunistes va fundar el Partit Comunista de l'Iran i Komala es va convertir en la branca del partit al Kurdistan. El 1989 es va dividir en dues faccions: una comunista i una socialdemòcrata. El 1991, un grup es va separar i va establir el Partit Comunista Treballador de l'Iraq.
El 2000 el Partit Comunista de l'Iran es va trencar i el Komala fou restablert com organització independent amb el nom de Partit Komala del Kurdistan (l'altre grup va agafar el nom d'Organització del Kurdistan del Partit Comunista de l'Iran). Des de 2001 va incrementar les seves accions armades i el novembre de 2002 dos dels seus membres foren executats (Mostafa Jula i Ali Kak Jalil) i altres van seguir el 2003. El setembre el grup va aturar les operacions militars a l'interior de l'Iran. El 2006 va demanar l'enderrocament del règim iranià en cooperació amb altres forces i el 2007 es va pronunciar per restar dins de l'Iran en un estat democràtic, secular i federal. El 2009 hi van haver incidents aïllats i el 2010 tres membres del partit van morir a mans de les forces de seguretat iranianes.

## Ideologia
Després d'un llarg i acalorat debat entre les seves files i en públic durant els anys noranta, finalment la majoria dels quadres i membres del partit Komala van decidir un programa de renovació per adaptar-se als nous desenvolupaments nacionals i mundials. Des de l'any 2000, el Partit Komala ha sofert una important revisió. Aquest moviment va ser acollit amb satisfacció per la gran majoria de persones, intel·lectuals, estudiants, dones, activistes civils, activistes veterans de Komala i altres.
Tot i preservar els seus valors socialistes, Komala lluita pels drets kurds, un Iran federal plural i laic democràtic, la justícia social, les lleis laborals democràtiques, la llibertat de reunió i organització, llibertats polítiques, democràcia, drets humans, drets de les dones i tolerància cultural i religiosa.